# Reina de Sudáfrica
El Rey o la Reina de Sudáfrica eran la autoridad nominal de la Unión de Sudáfrica durante la existencia del estado como un dominio del Imperio británico (y más tarde un reino del Commonwealth) entre el 31 de mayo de 1910 y el 31 de mayo de 1961 cuando el país se convirtió en la República Sudafricana. Desde que la Unión Sudafricana era un dominio del Imperio Británico dominio británico el monarca británico servía como monarca de Sudáfrica, representado por el Gobernador General de la Unión Sudafricana.
Hasta la coronación de Isabel II, los monarcas británicos no tenían los títulos separados de Rey (o Reina) de Sudáfrica, pero eran formalmente (después de 1927) el Rey del Reino Unido de Gran Bretaña e Irlanda del Norte y los de dominios británicos más allá de los mares. Con la asunción de Isabel II que sucede poco después de la transformación del Imperio británico en la Comunidad Británica de Naciones, los dominios comenzaron a modelar el título real diferentemente el uno del otro, con el elemento común añadido "y todos sus otros Reinos y Territorios". Así Isabel tenía el título de Reina de Sudáfrica mientras sus precursores eran reyes de Sudáfrica en la ley, pero no en el título.
Antes de 1927 el Rey fue considerado "Rey en Sudáfrica" más que "Rey de Sudáfrica" hasta la sanción del Acta de Títulos Real y Parlamentarios de 1927, la ley constitucional británica sostenía que había una única monarquía indivisible con los dominios tratados como subconjuntos del Reino Unido. Después de 1927, y en particular después del Estatuto de Westminster de 1931 el título queda diferenciado en varios dominios, pero con una corona compartida.
El último monarca británico que visitara Sudáfrica como soberano fue Jorge VI en 1947, acompañado por la entonces Princesa Isabel, viendo el año siguiente la victoria electoral del pro-republicano Partido Nacional. Sudáfrica se convirtió en una república en 1961, y la Reina Isabel no visitaría el país hasta 1995, como la cabeza de la Comunidad Británica de Naciones.

## Reyes y Reina de Sudáfrica
- Jorge V (1910-1936)
- Eduardo VIII (1936)
- Jorge VI (1936-1952)
- Isabel II (1952-1961)

- Datos: Q6898103